# ジェームズ・ウィットブレッド・リー・グレイシャー
ジェームズ・ウィットブレッド・リー・グレイシャー（英: James Whitbread Lee Glaisher、1848年11月5日 - 1928年12月7日
）は、イギリスの数学者、天文学者。Glaisherはグレーシャーとも。彼の陶磁器のコレクションはフィッツウィリアム美術館に保存されている。 

## 経歴
グレイシャーはケントのルイシャムにジェームズ・グレーシャーとセシリア・グレイシャー（セシリア・ルイーザ・ベルヴィル、Cecilia Louisa Belville）の息子に生まれた。
1858年からセント・ポールズ・スクールに通った。父とともに2つの熱気球を作り、1861年に学校中で有名になった。 
トリニティ・カレッジでの研究で、カムデン展示奨学金を入手した。1871年、セカンドラングラーを受賞して、同大学の研究員になった。ケンブリッジ大学で教鞭を執り有名になった。現在は、モジュラー形式の性質の数論の功績で人々の記憶に残っている。 また、他の多くの分野でも出版物を発表している。
1875年、グレイシャーは王立協会フェローに選出された。雑誌 Messenger of Mathematics の編集長を務めた。また、 ルートヴィヒ・ウィトゲンシュタインの講師も務めた（この講師（tutor）はケンブリッジ大学の正式な役職ではない）。1886年から1888年、1901年から1903年には、王立天文学会の代表を務めた。1881年ジョージ・ビドル・エアリーが王室天文官を退職した後、グレイシャーは後任の頼みが来たがそれを辞退した。
彼は、トリニティ・カレッジの一室に住んでいた。彼は、1928年12月7日にそこで亡くなった。
彼は熱心なサイクリストでもあったが、最新の安全な自転車より、ペニー・ファージングを好んで使っていた。1882年 - 1885年の間はケンブリッジ大学のサイクリングクラブ会長も務めた。また、イングリッシュデフルトや英語のポエトリーの収集家であった。しかし、そのコレクションは他の収集家には注目されなかった。 大学はフィッツウィリアム美術館の一室を貸して彼にコレクションを保管させるほど彼を大事にした。 更に彼は1600個ものバレンタインのコレクションを集め、そのコレクションは博物館に寄贈された。

## 受賞歴
- 1892年:ダブリン大学の名誉理学士号
- 1902年:マンチェスター大学の名誉理学士号
- 1908年:ロンドン数学会のド・モルガン・メダル
- 1913年:シルヴェスター・メダル
- 他、エディンバラ王立協会フェロー、王立天文学会フェロー

## 出版物
グレイシャーは、Messenger of Mathematics の編集長を務めていたため、自身の論文の多くを Messenger of Mathematics と Quarterly Journal of Mathematics に寄稿した。